# Gonzalès d'Alcantara
Gonzalès Marie Alberic d'Alcantara (Brussel, 26 maart 1874 - Lembeke, 19 juni 1953) was een Belgisch edelman en burgemeester van de voormalige Oost-Vlaamse gemeente Lembeke.

## Biografie
Graaf Gonzalès d'Alcantara was een telg uit het geslacht D'Alcantara. Hij was een zoon van diplomaat Adhémar d'Alcantara (1841-1918) en Madeleine de Gaudechart (1847-1920). Hij was eigenaar en doctor in rechten. Van 1905 tot 1947 was hij burgemeester van Lembeke, een mandaat dat tijdens de Tweede Wereldoorlog onderbroken werd.
Hij had vier kinderen, waaronder Adhémar d'Alcantara, die hem in 1947 opvolgde als burgemeester en CVP-minister was, en Nathalie d'Alcantara, die gehuwd was met graaf Jean-Charles Snoy et d'Oppuers.